# Enfermedad de Menkes
El síndrome del cabello acerado o enfermedad de Menkes es una enfermedad hereditaria con un patrón de herencia recesiva ligada al cromosoma X. Generalmente es letal en la infancia, aunque hay variantes menos agresivas. La incidencia de este síndrome es de 1 en 100.000 a 300.000 nacidos vivos. Esta enfermedad es causada por las mutaciones en el gen ATP7A que produce la proteína que transporta el cobre. La función de esta proteína es controlar el flujo del cobre de las células intestinales al torrente sanguíneo, y se localiza principalmente en la red Trans-Golgi y en la membrana plasmática. 
Junto con el síndrome del cuerno occipital (SHO) y la neuropatía motora distal (NMD) relacionada con ATP7A ,se encuentra dentro del grupo de los Trastornos del transporte de cobre relacionados con ATP7A.

## Causas

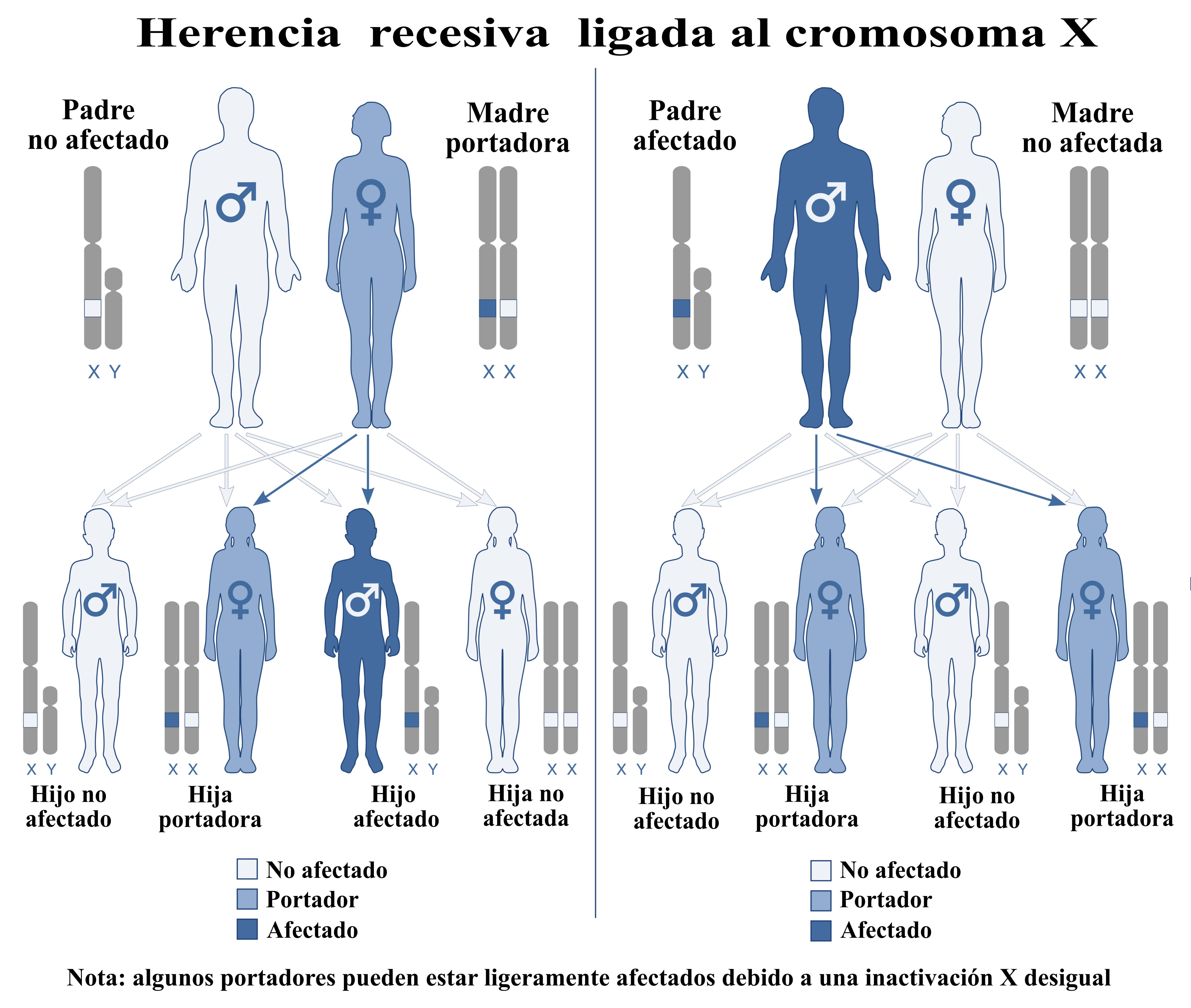
Herencia recesiva ligada al cromosoma X

La enfermedad de Menkes se causa por mutaciones en el gen ATP7A, que se encuentra en el cromosoma Xq21.1. Esta condición se hereda de manera recesiva ligada al cromosoma X. Aproximadamente el 30% de los casos se deben a mutaciones nuevas, mientras que solo el 70% de las mutaciones se heredan, casi siempre de la madre. Este gen es responsable de producir una proteína que regula los niveles de cobre en el cuerpo. Las mutaciones en ATP7A impiden el transporte (la distribución) adecuado de cobre a diferentes tejidos, lo que provoca una deficiencia de cobre en los órganos como el cerebro, pero un exceso en otros, como el intestino. La disminución del suministro de cobre reduce la actividad de numerosas enzimas que contienen cobre y que son necesarias para el funcionamiento de los huesos, la piel, el cabello, los vasos sanguíneos y el sistema nervioso.

## Fisiopatología
Es una alteración del metabolismo del cobre que da comienzo antes del nacimiento. El cobre se acumula en cantidades excesivas en hígado, existiendo un déficit de él en la mayoría de los restantes tejidos del organismo. Los cambios en la estructura afectan al pelo, el cerebro, los huesos, el hígado y las arterias. 
ATP7A es una proteína transmembrana que transporta cobre y sirve para incorporar el cobre en las enzimas dependientes de cobre y mantener los niveles intracelulares de cobre al eliminar el exceso de cobre de las células. En el intestino delgado, el gen ATP7A media el transporte de cobre hacia el torrente sanguíneo. En otros tejidos, excepto el hígado, este gen cumple un papel dual a través del tráfico intracelular. Típicamente, esta proteína se encuentra en el aparato de Golgi, donde es esencial para la actividad de enzimas como la citocromo c oxidasa, la lisil oxidasa, la superóxido dismutasa, la dopamina beta hidroxilasa, la ascorbato oxidasa y la tirsoinasa. Cuando hay un exceso de cobre, ATP7A elimina el cobre en exceso de la célula.

## Cuadro clínico
Clínicamente se caracteriza por piel arrugada, muy especialmente en el cuello, micrognatia (mandíbula pequeña), hipotonía, retraso en el desarrollo, cabello descolorido y escaso, con retraso mental profundo.
La enfermedad de Menkes suele presentarse entre el nacimiento y los cinco años, con la muerte en la primera infancia, generalmente antes de los 3 años. El cuadro cliníco se caracteriza por una neurodegeneración progresiva y la disfunción del tejido conectivo.
El embarazo y el parto suelen ser no complicados. Durante le etapa neonatal, los pacientes típicamente presentan convulsiones, ictericia, hipotonía y dificultades para alimentarse al nacer. Las manifestaciones neurológicas suelen comenzar con retrasos en el desarrollo y convulsiones alrededor de los 2 a 3 meses. La etapa temprana generalmente se manifiesta como convulsiones clónicas focales que llevan a un estado de mal epiléptico. La etapa intermedia ocurre alrededor de los 9 meses y se presenta con espasmos infantiles intratables debido a la degeneración de las estructuras subcorticales. Finalmente, la etapa tardía ocurre a los 2 años y se presenta con convulsiones mioclónicas multifocales y espasmos tónicos debido a la neudoegeneración progresiva. Otros signos y síntomas clínicos que se observan en la enfermedad de Menkes incluyen los vasos sanguíneos tortuosos, las deformidades óseas como pectus excavatum o pectus carinatum, la osteopenia y las fracturas metafisarias, junto con hallazgos oculares como el estrabismo y la agudeza visual deficiente. El cabello es normal al nacer y eventualmente es reemplazado por cabello fino, escaso y rizado.

## Diagnóstico
La enfermedad de Menkes puede diagnosticarse mediante un anális de sangre de los niveles del cobre o ceruloplasmina. Los niveles de cobre o ceruloplasmina en el suero son bajos, generalmente en el rango de 0-55 microgramos/dl y 10-160 mg/dl, respectivamente. La neuroimagen también mostrará la atrofia cerebral y el retraso en la mielinización. Evaluar una hebra de cabello es esencial para el diagnóstico, ya que puede mostrar características morfológicas típicas. Los hallazgos radiográficos mostrarán la osteoporosis, el ensanchamiento metafisario y los espolones óseos. Las pruebas genéticas moleculares se utilizan para confirmar el diagnóstico, mientras que las pruebas genéticas prenatales están disponibles para mujeres portadoras.

## Tratamiento
El tratamiento de la enfermedad de Menkes requiere un equipo de especialistas para su manejo. La prevención primaria de las manifestaciones requiere inyecciones de cobre a los 28 días de edad. El manejo sintomático incluye precauciones adecuadas para las convulsiones, la educación apropiada sobre la nutrición y la dieta, junto con las vacunas correspondientes y la profilaxis antibiótica para los divertículos vesicales.

## Diagnóstico diferencial
- Enfermedad de Wilson: Enfermedad en que el transporte del cobre también está alterado. El cobre se acumula en otros tejidos además del hígado.